# ルナ1963B
ルナ1963B(Luna 1963B)またはルナE-6 No.3(Luna E-6 No.3)は、1963年の打上げ失敗で失われたソビエト連邦の宇宙船である。重さ1422kgのルナE-6宇宙船が12回打ち上げられたうちの2回目にあたり、2回連続の失敗となった。月への軟着陸を目指した最初の宇宙船であるが、この目標はルナE-6の最終飛行であるルナ9号で達成された。

## 打上げ
ルナ1963Bは1963年2月3日09:26:14(UTC)にモルニヤ-L8K78Lローンチ・ヴィークルに積まれて、バイコヌール宇宙基地のガガーリン発射台から打ち上げられた。上段のピッチの制御に用いられていたジャイロスコープのトルクセンサが故障し、ロケットの制御が失われたことからロケットは軌道に達せず、太平洋上で大気圏再突入した。ミッションに関する情報が出される前に、アメリカ航空宇宙局はこれが月に着陸する試みであることを正しく把握していたが、打上げは2月2日だと間違って考えていた。